# Satyrus brunnickii
Satyrus brunnickii är en fjärilsart som beskrevs av Schille 1911. Satyrus brunnickii ingår i släktet Satyrus och familjen praktfjärilar. Inga underarter finns listade.